# Anna Mürset
Anna Mürset, née le 25 juillet 1887 à Kappel (aujourd'hui Ebnat-Kappel ; Suisse) et morte le 25 novembre 1975 à Berne, est une militante suisse. Elle est présidente de l'Office central pour les professions féminines en Suisse de 1947 à 1951.

## Jeunesse et famille
Anna Mürset nait à Kappel (aujourd'hui Ebnat-Kappel), le 25 juillet 1887. Elle est la fille du médecin bernois Alfred Mürset. Elle ne se marie pas. Elle décède le 25 novembre 1975 à Berne.

## Carrière
Anna Mürset étudie à l'école de commerce de Berne. Cette première formation lui permet de commencer à travailler en tant que secrétaire. Après quelques expériences professionnelles et un séjour en Angleterre, elle décide de reprendre ses études à l'école d'études sociales pour femmes à Zurich pour compléter sa formation et s'ouvrir de nouveaux horizons. En 1923, l'occasion de rejoindre la direction de l'Office central de suisse des professions féminines en tant que secrétaire se présente à elle.
Depuis lors, elle milite activement pour le développement de la formation professionnelle des femmes et leur accès à tous genres de métiers dans la Suisse de l'après-Première Guerre mondiale. Elle commence par inventer sa propre profession en devenant la première conseillère d'orientation professionnelle de Suisse et participe à la fondation du Secrétariat féminin suisse en 1944. Elle dirige la commission des professions féminines de 1947 à 1951 et prend sa retraite en 1957. Elle fait également partie d'autres commissions comme celle de l'Alliance suisse de sociétés féminines, participe à la Saffa de 1928 et au troisième congrès suisse des intérêts féminins en 1946.
Durant sa carrière, elle contribue à ouvrir de nouveaux domaines professionnels aux femmes. Après guerre, la Suisse a besoin de main d'œuvre et les femmes de l'époque sont parfois les seules qui peuvent garantir une source de revenus à leur ménage, qu'elles aient une famille ou qu'elles soient célibataires. En établissant des profils de compétences, Mürset décèle les opportunités de développement disponibles pour ces femmes. Elle donne le goût aux jeunes femmes de l'époque de se lancer dans diverses formations qui étaient habituellement réservées aux hommes, comme laborantine en chimie par exemple, ou qui sont en plein boom, comme téléphoniste.
Le travail de Mürset est motivé, entre autres, par sa volonté de militer pour l'égalité salariale homme-femme. En effet, dès le début du XXe siècle, il n'est pas rare que les femmes gagnent beaucoup moins que les hommes à travail égal, bien qu'ils aient souvent des métiers très différents. Elle s'exprime également publiquement contre la nationalisme ambiant relatif à la Seconde Guerre mondiale.
Bien que célibataire, elle demande toujours à ses interlocuteurs de l'appeler « Madame » et non « Mademoiselle ».